# Кулей, Ежи
Ежи Здислав Кулей (пол. Jerzy Zdzisław Kulej; 19 октября 1940 года, Ченстохова, Польша — 13 июля 2012 года, Варшава, Польша) — польский боксёр, двукратный олимпийский чемпион (1964, 1968). Заслуженный мастер спорта Польши.

## Спортивная карьера
Финалист Кубка Европы 1963—1964 гг., 8-кратный чемпион Польши в 1-м полусреднем весе (до 63,5 кг). Всего провел 348 боев, из которых 317 выиграл, 23 проиграл и 8 свел вничью.
Первым большим успехом спортсмена стала победа на чемпионате Европы 1963 г. в Москве, когда в финале он по очкам победил советского боксера Алоиза Туминьша в первом полусреднем (63,5 кг) весе. На летних Олимпийских играх в Токио (1964) выигрывает золото, победив представителя СССР Евгения Фролова. В 1965 г. завоевал второй титул чемпиона Европы в Берлине, выиграв финал у датчанина Пребена Расмуссена. В 1967 г. в Риме стал серебряным призёром, уступив советскому боксеру Валерию Фролову. На летних Играх в Мехико (1968) выигрывает своё второе олимпийское золото, победив в упорнейшем финале кубинца Энрике Регуэйфероса. Это позволило спортсмену стать на тот момент третьим боксером в истории, которому удалось завоевать больше, чем одно олимпийское золото.
После окончания выступлений на ринге перешёл на тренерскую работу. В 2001—2005 гг. — член польского Сейма от Союза демократических левых сил.
В 2024 году вышел польский фильм по историю боксера.